# Ланджар
Ланджар (арм. Լանջառ) — село в Араратской области Армении. Основано в 1873 году.

## География
Село расположено в юго-восточной части марза, при автодороге , на расстоянии 55 километров к юго-востоку от города Арташат, административного центра области. Абсолютная высота — 1800 метров над уровнем моря.
Климат
Климат характеризуется как умеренно холодный, влажный (Dfb в классификации климатов Кёппена). Среднегодовая температура воздуха составляет 7 °C. Средняя температура самого холодного месяца (января) составляет −5,3 °С, самого жаркого месяца (июля) — 18,7 °С. Расчётная многолетняя норма атмосферных осадков — 394 мм. Наибольшее количество осадков выпадает в мае (69 мм).

## Население
| Год переписи | Население          | Население          | Население          | Население            | Население            | Население            |
| Год переписи | Наличное население | Наличное население | Наличное население | Постоянное население | Постоянное население | Постоянное население |
| Год переписи | Всего              | Мужчины            | Женщины            | Всего                | Мужчины              | Женщины              |
| ------------ | ------------------ | ------------------ | ------------------ | -------------------- | -------------------- | -------------------- |
| 2001         | 238                | 109                | 129                | 240                  | 110                  | 130                  |
| 2011         | 198                | 94                 | 104                | 204                  | 98                   | 106                  |

| Год  | Численность | Численность |
| ---- | ----------- | ----------- |
| 1873 | 404         | [ 9 ]       |
| 1897 | 677         | [ 9 ]       |
| 1926 | 202         | [ 9 ]       |
| 1939 | 421         | [ 9 ]       |
| 1959 | 215         | [ 9 ]       |
| 1970 | 264         | [ 9 ]       |
| 1979 | 246         | [ 9 ]       |
| 1989 | 213         | [ 10 ]      |
| 2001 | 240         | [ 9 ]       |
| 2011 | 204         | [ 11 ]      |